# 26592 Maryrenfro
26592 Maryrenfro è un asteroide della fascia principale. Scoperto nel 2000, presenta un'orbita caratterizzata da un semiasse maggiore pari a 2,6868164 UA e da un'eccentricità di 0,1813009, inclinata di 11,42135° rispetto all'eclittica.